# Али Мусави Гармаруди
Сејид Али Мусави Гармаруди (перс. سید علی موسوی گرمارودی) рођен је 1941. године у граду Кому, у породици која је пореклом из села Гармаруд Аламут у провинцији Казвин.

## Биографија
Сејид Али Мусави Гармаруди рођен је 1941. године у граду Кому. Његов отац је био учен човек пореклом из села Гармаруд Аламут у покрајни Казвин.
Мусави Гармаруди је дипомирао јуриспруденцију, а магистарске и докторске студије из области персијске књижевности завршио је на Универзитету у Техерану. Оставио је значајног трага у књижевности, посебно у поезији Ирана. Покренуо је и водио часопис за књижевност Голчарх.
Његов песнички опус обухвата девет књига поезије:
- Пролажење,
- У сенци покрајине пуне палми,
- Мелодија пљуска,
- Поље лала,
- Линија крви,
- Избор,
- Киша мргођења,
- Избор поезије трстењака,
- До Недођије
- Одабране песме по избору Бахаудина Хорамшахија.

Збирке поезије
Многе Гармарудијеве песме су објављене само у његовим збиркама поезије:
| Наслов                          | Прво изданње |
| ------------------------------- | ------------ |
| Сенка                           | 1969         |
| У сенци покрајне пуне палми     | 1977         |
| Мелодија пљуска                 | -            |
| Сезона нестајања црвеног        | 1979         |
| Поље лала                       | 1984         |
| Линија крви                     | 1984         |
| До Недођије                     | 1984         |
| Ми где, оно добро, оно лепо где | 1993         |
| Киша мргођења                   | 1994         |
| Избор                           | 1989         |
| Одабране Гармарудијеве песме    | 1996         |

## Дужности које је обављао
- Бивши управник издавачке куће Френклин и извршни директор компаније Офсет.
- Саветник за културу и портпарол у Министарству поште, телеграфа и телефоније.
- Саветник за медије и културу председника републике за време Абу-л-Хасана Бани Садра.
- Уредник књижевног месечника Голчарх.
- Аташе за културу Исламске Републике Ирана у Таџикистану.